# Kultura Hemudu

Lokalizacja kultury Hemudu

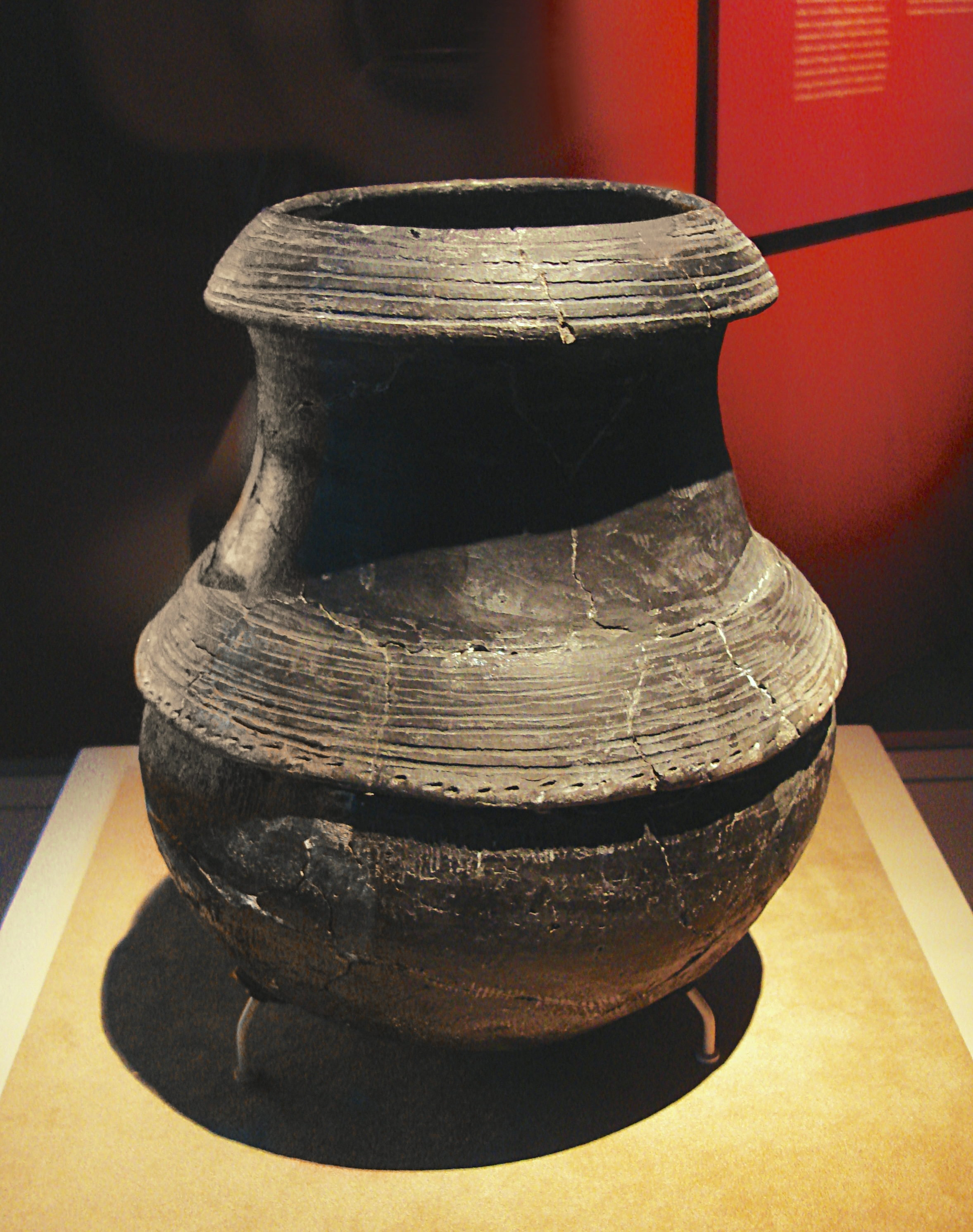
Charakterystyczna dla kultury Hemudu czarna ceramika. Chińskie Muzeum Narodowe

Kultura Hemudu (chiń. 河姆渡文化, Hémǔdù wénhuà) – chińska kultura neolityczna, datowana na okres ok. 7000-5000 p.n.e. lub 5000-3500 p.n.e. Obejmowała tereny wzdłuż dolnego biegu rzeki Jangcy na obszarze dzisiejszej prowincji Zhejiang, na południe od zatoki Hangzhou oraz archipelagu Zhoushan. Jej pierwsze pozostałości odkryto w 1973 roku.
Ludność kultury Hemudu zajmowała się uprawą ryżu oraz hodowlą świń, psów, a także bawołów, których kości zostały odnalezione wraz z licznymi szczątkami ryb i muszli. Oprócz ryżu ludzie Hemudu na szeroką skalę pozyskiwali rośliny wodne jak lotos (zarówno nasiona, jak i kłącza), kotewkę, ponikło, płoczyniec, rozłożnia, kropidło Oenanthe javanica, wilec wodny, pałka i sit.
Narzędzia rolnicze wyrabiane były z drewna i kości. Ze względu na znaczną podmokłość terenu, drewniane domy usadawiano na palach. Charakterystyczna dla kultury Hemudu jest ręcznie formowana ceramika w kolorze czarnym, zdobiona odciskami sznura lub nacinanymi wzorami przedstawiającymi ptaki lub motywy realistyczne, z których część interpretuje się jako znaki szamanistyczne.
W pochówkach odkryto biżuterię i ozdoby - kolczyki, rurki, paciorki i zawieszki wykonane z jadeitu. Znajdowane były też przedmioty wykonane z kości i kłów zwierząt - tygrysów, dzików czy jeleni błotnych.